# 基寧德縣
0°19′48″N 79°28′48″W / 0.33000°N 79.48000°W
基寧德縣（西班牙語：Cantón Quinindé），是厄瓜多爾的縣份，位於該國西北部，由埃斯梅拉達斯省負責管轄，始建於1967年7月3日，總面積3,855平方公里，位於海拔高度190米，2010年人口普查總數為122,570人，人口密度每平方公里31.8人。